# Onthophagus rotundicollis
Onthophagus rotundicollis är en skalbaggsart som beskrevs av Lansberge 1883. Onthophagus rotundicollis ingår i släktet Onthophagus och familjen bladhorningar. Inga underarter finns listade i Catalogue of Life.